# Фосфид рубидия
Фосфи́д руби́дия — бинарное неорганическое соединение рубидия и фосфора с формулой Rb2P5, жёлтые или бесцветные кристаллы.
Известен также под названиями полупентафосфид рубидия, пентафосфид дирубидия, фосфористый рубидий.

## Получение
- Сплавление стехиометрических количеств чистых веществ (металлического рубидия и красного фосфора) при 400—430 °C в инертной атмосфере с последующей вакуумной дистилляцией для удаления непрореагировавших реагентов:

{\displaystyle {\mathsf {2Rb+5P\ {\xrightarrow {400-430^{o}C}}\ Rb_{2}P_{5}}}}
- Сплавление красного фосфора с гидридом рубидия.

## Физические свойства
Фосфид рубидия образует жёлтые кристаллы. При нагревании выше 100 °C становится красновато-коричневым, при последующем охлаждении в азоте окраска исчезает, и вещество становится бесцветным.
Соединение плавится при температуре 650 °C, теряя при этом фосфор.

## Химические свойства
Реагирует с водой и льдом (при −15 °C) с выделением фосфина PH3 и газообразного водорода.
В водородной среде разлагается (с одновременным плавлением) при температуре около 300 °C, образуя чёрный фосфид неизвестного состава.
С аммиаком образует аддукты вида Rb2P5·NH3. Растворяется в жидком аммиаке, образуя прозрачный раствор, из которого при −18 °C осаждаются жёлтые прозрачные кристаллы Rb2P5·5NH3. Аддукты при нормальных условиях легко теряют аммиак. Растворы в аммиаке реагируют с растворами нитратов щёлочноземельных металлов, серебра, меди и свинца, образуя аморфные осадки — фосфиды смешанного состава с низкой электропроводностью и высокой термостойкостью.

## Другие фосфиды
Хотя у лития, натрия и калия существуют фосфиды состава MeP3, для рубидия фосфид RbP3 не известен (как и для цезия). Однако существует гидрофосфид рубидия RbPH2.